# Lécousse
Lécousse (bretonisch: Eskuz) ist eine französische Gemeinde mit 3.423 Einwohnern (Stand: 1. Januar 2022) im Département Ille-et-Vilaine in der Region Bretagne. Lécousse gehört zum Arrondissement Fougères-Vitré und zum Kanton Fougères-1. Die Einwohner werden Lécoussois genannt.

## Geografie
Lécousse liegt im Osten der Bretagne am Fluss Nançon, der auch die östliche Gemeindegrenze bildet. Umgeben wird Lécousse von den Nachbargemeinden Saint-Germain-en-Coglès im Norden und Nordwesten, Parigné im Norden, Landéan im Nordosten, Laignelet im Osten und Nordosten, Fougères im Osten und Südosten, Javené im Süden sowie Romagné im Westen und Südwesten.
Durch die Gemeinde führt die Route nationale 12.

## Bevölkerungsentwicklung
| 1962 | 1968 | 1975 | 1982 | 1990 | 1999 | 2006 | 2017 |
| ---- | ---- | ---- | ---- | ---- | ---- | ---- | ---- |
| 1098 | 1129 | 1347 | 2427 | 2827 | 2826 | 2932 | 3233 |

## Sehenswürdigkeiten
- Kirche Saint-Martin aus dem 16. Jahrhundert

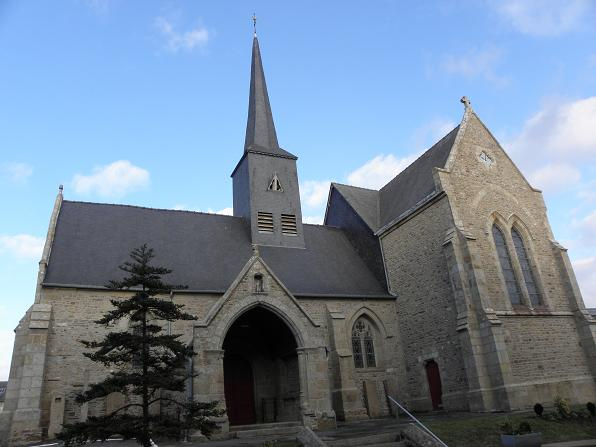
Kirche Saint-Martin

## Persönlichkeiten
- Thierry Benoit (* 1966), Politiker (UDI) und Bürgermeister von Lécousse